# Cistanthe salsoloides
Cistanthe salsoloides är en källörtsväxtart som först beskrevs av Barnéoud, och fick sitt nu gällande namn av Carolin och M.A. Hershkovitz. Cistanthe salsoloides ingår i släktet Cistanthe och familjen källörtsväxter. Inga underarter finns listade i Catalogue of Life.